# Kubal
Die KUBIKENBORG ALUMINIUM AB (Kubal) ist Schwedens einziger Produzent von Aluminium und gehört heute zu RUSAL.
Die Fabrik liegt an der Hafenausfahrt von Sundsvall. Sie wurde 1942 gegründet. Die Hälfte des Aluminiums wird an schwedische Kunden verkauft, der Rest nach Europa. Das Aluminiumoxid, welches zur Produktion von Aluminium benutzt wird, kommt hauptsächlich aus Jamaika, Spanien und Irland. Spanien und Irland haben keine eigenen Bauxitminen, sondern importieren dieses aus Afrika.
Das Aluminium wird nach dem Hall-Héroult-Prozess mit vorgebackenen Elektroden erzeugt. 450 Mitarbeiter produzieren jährlich 100.000 Tonnen Aluminium.